# Spermophora maathaiae
Spermophora maathaiae – gatunek pająka z rodziny nasosznikowatych.
Gatunek ten opisany został w 2012 roku przez Bernharda Hubera i Charlesa Warui, nazwany na cześć Wangari Maathai.
U holotypego samca długość ciała wynosi 3,2 mm, a długość pierwszego odnóża: 20,8 mm. Prosoma jest ubarwiona ochrowożółto z czarnymi: sternum, znakami bocznymi i znakami w okolicy ocznej. U samców na karapaksie występuje przed oczami tylno-środkowymi para rogów, nieobecna u samic. Szczękoczułki samca mają apofizy frontalne bez zmodyfikowanych włosków. Odnóża ochrowożółte z ciemnymi obrączkami na udach i goleniach. Nogogłaszczki samca mają apofizy w części tylno-boczno-brzusznej biodra i tylno-bocznej krętarza, procursus z kilkoma skomplikowanymi strukturami w części dystalnej oraz dwa stożki na bulbusie. Opistosoma z wierzchu i po bokach jest szara z czarnym wzorem, od spodu zaś głównie czarna. Samicę cechuje epigyne z długą szypułką tylną o szeroko zaokrąglonym końcu.
Pająk znany wyłącznie z Parku Narodowego Góry Kenii w Kenii.